# 옷

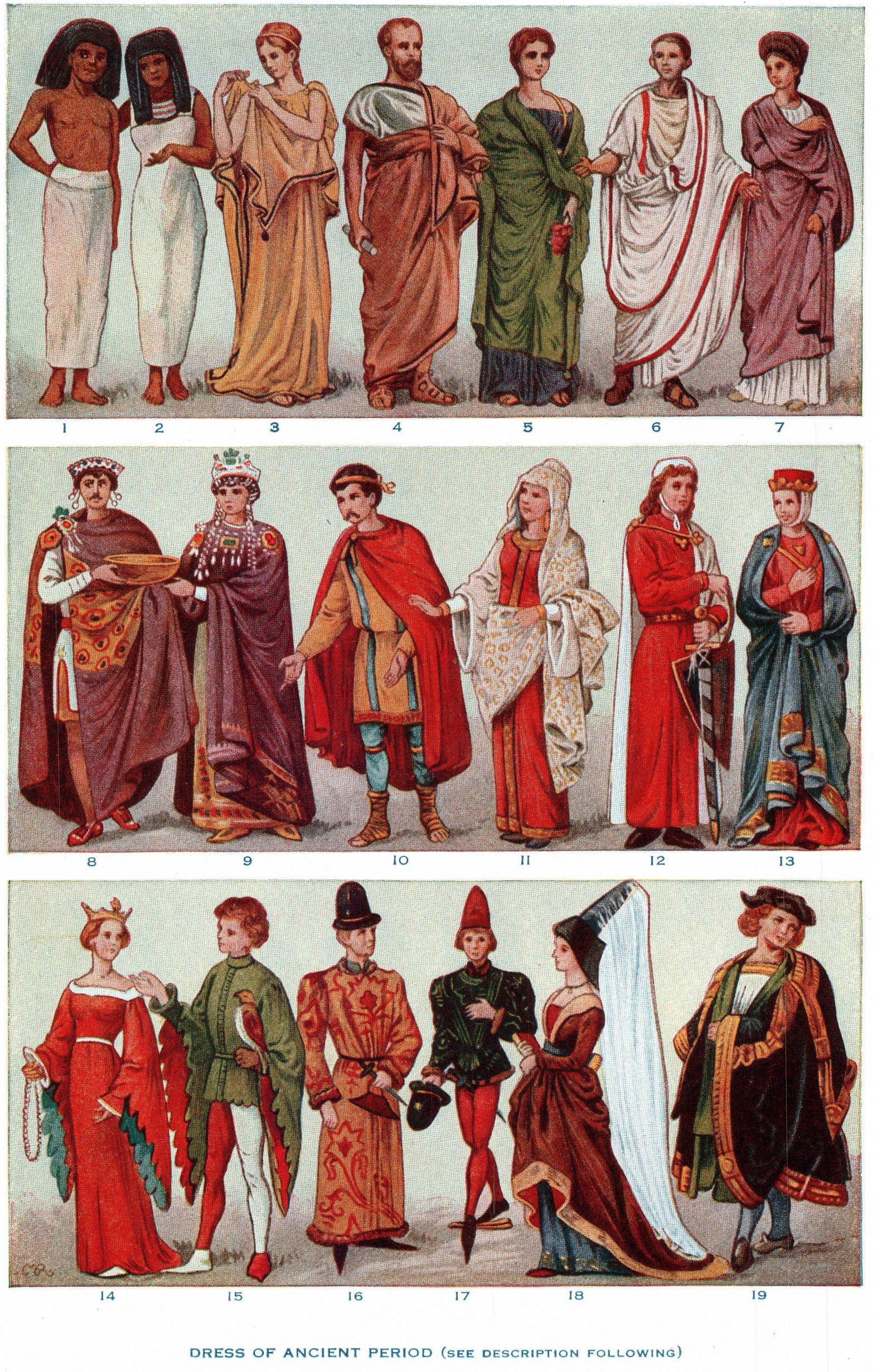
의류의 역사, 위에서부터 이집트인, 고대 그리스인, 로마인; 비잔틴인, 프랑크족; 13세기부터 15세기까지의 유럽인

옷(영어: Clothing) 또는 의복(衣服) 혹은 의상(衣裳)은 인체에 착용하는 모든 품목을 말한다. 일반적으로 옷은 천이나 직물로 만들어지지만, 시간이 지남에 따라 동물 가죽과 환경에서 발견되는 기타 얇은 소재 및 천연 제품으로 만든 의류도 포함하게 되었다. 옷을 입는 것은 주로 인간에게만 해당되며 모든 인간 사회의 특징이다. 착용하는 옷의 양과 종류는 성별, 체형, 사회적 요인 및 지리적 고려 사항에 따라 달라진다. 의류는 몸을 덮고, 풋웨어는 발을 덮고, 장갑은 손을 덮으며, 모자와 쓰개는 머리를 덮고, 속옷은 은밀한 부위를 덮는다.
옷은 여러 가지 목적을 수행한다. 옷은 피부와 환경 사이에 장벽을 제공하여 외부 요소, 거친 표면, 날카로운 돌, 발진을 유발하는 식물, 곤충 물림으로부터 보호하는 역할을 할 수 있다. 옷은 춥거나 더운 조건에서 단열 효과를 제공할 수 있으며, 위생 장벽을 제공하여 감염성 및 독성 물질이 몸에 닿지 않도록 할 수 있다. 또한 발을 부상이나 불편함으로부터 보호하거나 다양한 환경에서 이동하는 데 도움을 줄 수 있다. 옷은 자외선으로부터도 보호해준다. 챙이 있는 모자와 같이 가혹한 환경에서 눈부심을 방지하거나 시각적 선명도를 높이는 데 사용될 수 있다. 옷은 특정 작업 및 직업, 스포츠 및 전쟁에서 부상으로부터 보호하기 위해 사용된다. 주머니, 허리띠, 또는 고리가 있는 옷은 손을 자유롭게 하면서 물건을 휴대하는 수단을 제공할 수 있다.
옷에는 중요한 사회적 요인도 있다. 옷을 입는 것은 가변적인 사회 규범이다. 이는 겸손을 의미할 수 있다. 다른 사람들 앞에서 옷을 벗는 것은 당혹스러울 수 있다. 세계 여러 지역에서 성기, 유방, 볼기가 보이도록 공공장소에서 옷을 입지 않는 것은 공연음란죄로 간주될 수 있다. 음부 또는 성기 가리개는 기후와 상관없이 문화권 전반에서 가장 흔하게 발견되는 최소한의 요구 사항이며, 이는 사회적 관습이 풍습의 기초임을 암시한다. 옷은 또한 사회적 지위, 부, 집단 정체성, 개인주의를 전달하는 데 사용될 수 있다.
일부 개인 보호 장비 형태는 작업복, 챕스 또는 의사의 실험복과 같이 다른 직물과 유사한 유지보수 및 세탁 요구 사항을 가지며 옷으로 간주된다(권투 글러브는 보호 장비와 겨루기 무기 모두로 기능하므로 장비 측면이 장갑 측면보다 더 중요하다). 안면 보호대와 같은 더 전문화된 보호 장비는 보호 액세서리로 분류된다. 극단적으로, 자체 밀폐형 잠수복이나 우주복은 몸에 꼭 맞는 몸 가리개이며, 그 자체로 옷이라기보다는 의복의 한 형태이며, 의복이라기보다는 도구에 더 가까운 첨단 기술을 포함하고 있다. 웨어러블 테크놀로지가 보조 장치를 직물 자체에 직접 내장함에 따라 이러한 경계는 계속해서 모호해질 것이다. 이를 가능하게 하는 혁신은 초저전력 소모 및 플렉서블 전자회로이다.
옷은 또한 개인 운송 시스템(롤러스케이트, 아이스 스케이트, 카고 팬츠, 기타 야외 서바이벌 장비, 원맨 밴드) 또는 은폐 시스템(무대 마술사, 밀거래에서 숨겨진 안감이나 주머니, 권총 은닉 휴대용 통합 홀스터, 암시장의 트렌치코트—여기서 옷의 목적은 종종 변장으로 이어진다)으로 혼합되기도 한다. 스타일리시하든 기능적이든 목적에 맞는 복식은 복장 또는 앙상블로 알려져 있다.

## 기원과 역사

### 초기 사용
인간이 옷을 입기 시작한 시기에 대한 추정치는 4만 년 전부터 3백만 년 전까지 다양하다. 2003년 한 연구는 이에 대한 증거를 통해 인간이 적어도 10만 년 전부터 옷을 입었다고 제시했다. 인간 몸니는 옷 밖에서는 살 수 없으며, 보호 없이 몇 시간 후면 죽는다. 이는 몸니가 그들의 부모 종인 Pediculus humanus로부터 분화된 시기가 인간이 옷을 처음 채택한 시기보다 이를 수 없음을 강력히 시사한다. 몸니(P. humanus corporis)가 부모 종과 자매 아종인 머릿니(P. humanus capitis)로부터 분화된 이 시기는 현재로부터 4만 년에서 17만 년 전 사이로 추정된다. 그러나 최근의 전사체 분석은 이들이 옷의 기원을 연대 측정하는 수단을 제공하는지에 대해 의문을 제기하는데, 이는 "몸니와 머릿니가 거의 유전적으로 동일하다"는 점을 발견했기 때문이다. 실제로 몸니의 출현과 관련된 표현형적 유연성은 "환경적 신호에 의해 유발된 조절 변화, 아마도 후성유전학적 기원의 결과"일 가능성이 높다.
직접적인 고고학적 증거를 통한 연대 측정은 이에 대한 연대와 일치하는 결과를 산출한다. 2021년 9월, 과학자들은 모로코의 퇴적물에서 발견된 증거를 바탕으로 12만 년 전부터 옷이 만들어졌다는 증거를 보고했다.
옷의 발달은 인류의 진화와 깊이 연결되어 있으며, 초기 의복은 보호 및 사회적 신호 전달을 위해 동물 가죽과 천연 섬유로 구성되었을 가능성이 높다. 인류학자 및 고고학자들에 따르면, 가장 초기의 옷은 아마도 모피, 가죽, 나뭇잎, 또는 풀을 몸에 두르거나, 감싸거나, 묶는 방식으로 구성되었을 것이다. 이러한 의복에 대한 지식은 추론에 의존할 수밖에 없는데, 이는 의류 재료가 돌, 뼈, 조개껍데기, 금속 유물에 비해 빠르게 부패하기 때문이다. 고고학자들은 기원전 3만 년경 코스텐키, 러시아 근처에서 1988년에 발견된 매우 초기적인 뼈와 상아로 만든 바늘을 확인했으며, 2016년에는 시베리아의 데니소바 동굴에서 데니소바인이 만든 5만 년 이상 된 바늘이 발견되었다. 옷에 사용될 수 있었을 기원전 3만4천 년경으로 거슬러 올라가는 염색된 아마 섬유는 조지아의 선사 시대 동굴에서 발견되었다.
가장 오래된 것으로 알려진 직조 의복은 5천 년 이상 된 아마포 의복인 타르칸 드레스이다.

### 옷 만들기
북극권에 거주하는 것을 포함하여 여러 독특한 인간 문화는 역사적으로 처리되고 장식된 동물 모피와 가죽만으로 의복을 만들었다. 대조적으로, 다른 많은 사회는 가죽과 모피를 양모, 아마포, 면, 비단, 삼, 모시 등 다양한 동물 및 식물 섬유로 짜거나, 뜨개질하거나, 꼬아서 만든 직물로 보완하거나 대체했다.

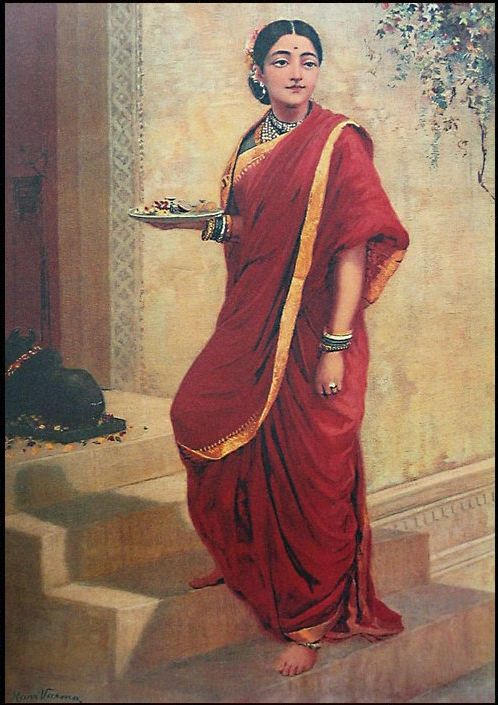
라자 라비 바르마의 그림으로 인도 아대륙에서 가장 오래되고 인기 있는 의류 중 하나인 사리를 입은 힌두교 여성

현대 소비자들이 옷 생산을 당연하게 생각할지라도, 손으로 직물을 만드는 것은 섬유 제작, 방적, 직조를 포함하는 지루하고 노동 집약적인 과정이다. 산업 혁명 동안 역직기와 함께 섬유 산업이 처음으로 기계화되었다.
다양한 문화는 천으로 옷을 만드는 여러 가지 방법을 개발했다. 한 가지 접근 방식은 천을 두르는 것이다. 많은 사람들이 천을 몸에 맞게 감는 직사각형 의복을 입었으며 지금도 입고 있다. 예를 들어, 인도 아대륙 남성의 도티와 여성의 사리, 스코틀랜드의 킬트, 자바의 사롱이 있다. 옷은 묶거나(도티와 사리) 핀이나 벨트를 사용하여 제자리에 고정시킬 수 있다(킬트와 사롱). 천은 자르지 않은 상태로 남아 있으며, 다양한 크기의 사람들이 이 옷을 입을 수 있다.
또 다른 접근 방식은 손이나 재봉틀로 천을 측정하고, 자르고, 바느질하는 것이다. 옷은 재봉 패턴에 따라 재단할 수 있으며 재단사가 착용자의 치수에 맞춰 조정할 수 있다. 조절 가능한 재봉 마네킹 또는 드레스 폼은 몸에 꼭 맞는 옷을 만드는 데 사용된다. 직물이 비싸다면 재단사는 옷을 만들 때 천의 모든 조각을 사용하려고 노력한다. 예를 들어, 천의 한쪽 모서리에서 삼각형 조각을 잘라내어 다른 곳에 거싯으로 추가하는 식이다. 셔츠와 슈미즈에 대한 전통적인 유럽 패턴은 이러한 접근 방식을 취한다. 이러한 남은 조각들은 패치워크 주머니, 모자, 조끼, 치마를 만드는 데 재사용될 수도 있다.
현대 유럽 패션은 천을 훨씬 덜 보수적으로 다루며, 일반적으로 다양한 이상한 모양의 천 조각을 남기는 방식으로 재단한다. 산업용 재봉 작업에서는 이를 폐기물로 판매하고, 가정 재봉사는 이를 누비로 만들 수 있다.
수천 년 동안 인간이 옷을 만들어 오면서 놀랍도록 다양한 스타일을 창조했으며, 그 중 많은 스타일이 남아있는 의복, 사진, 그림, 모자이크 등과 서면 설명에서 재구성되었다. 의상 역사는 현재의 패션 디자이너뿐만 아니라 연극, 영화, 텔레비전 및 리인액트먼트의 의상 제작자에게 영감을 줄 수 있다.

## 옷과 편안함

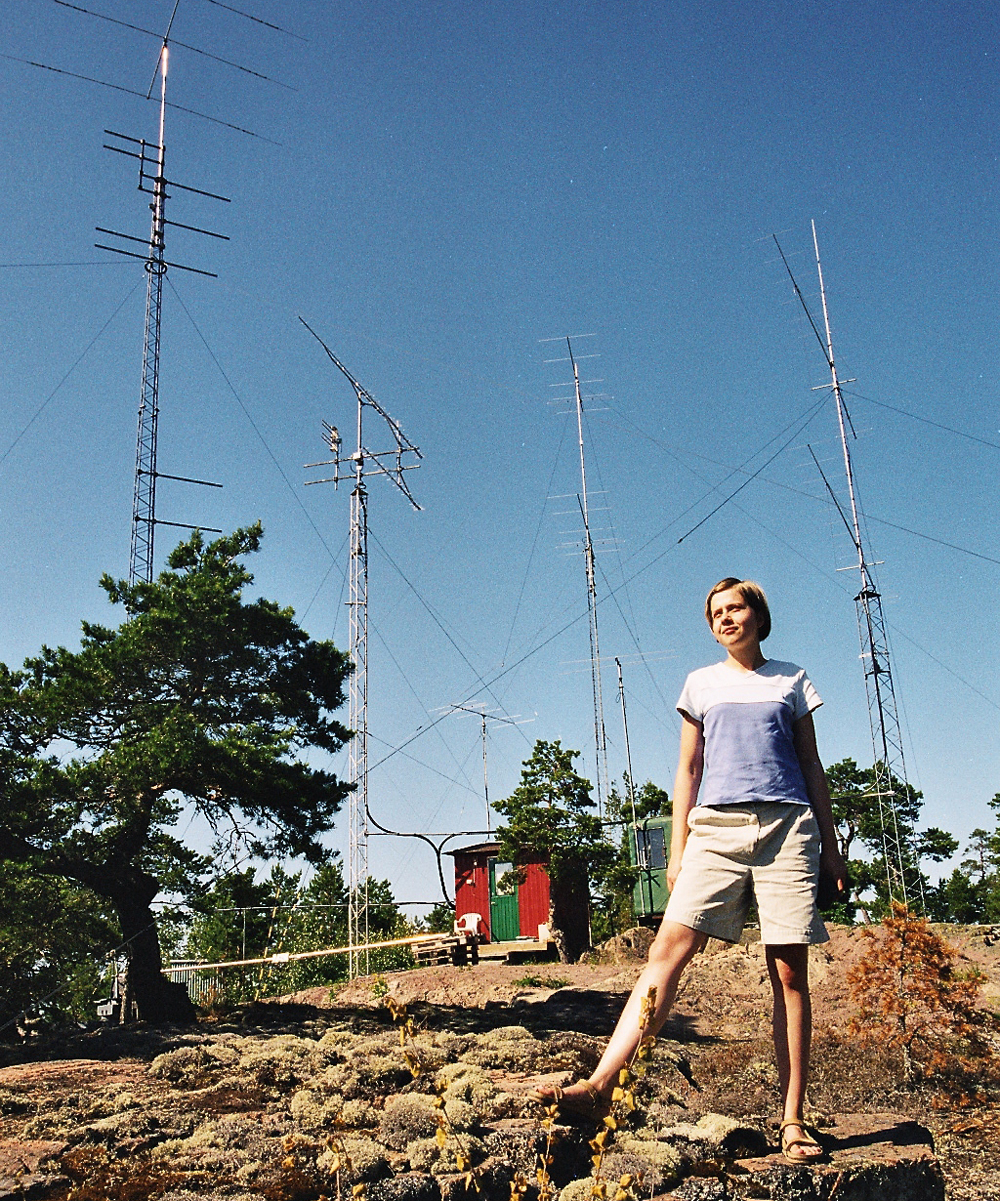
올란드 제도의 따뜻한 여름에 티셔츠와 반바지를 입은 젊은 여성

편안함은 다양한 지각, 생리적, 사회적, 심리적 필요와 관련되어 있으며, 음식 다음으로 이러한 편안함의 필요를 충족시키는 것이 옷이다. 옷은 미적, 촉각적, 열적, 습기, 압력 편안함을 제공한다.
심미적 편안함시각적 지각은 색깔, 직물 구조, 스타일, 의류 핏, 패션 적합성 및 의류 재료의 마감에 영향을 받는다. 심미적 편안함은 심리적 및 사회적 편안함을 위해 필요하다.
체온 조절 및 열생리학적 편안함열생리학적 편안함은 인체와 환경 사이의 수분 및 열 균형을 이루는 의류 재료의 능력이다. 이는 인간의 휴식 및 활동 상태에서 수분 및 열 수준을 유지함으로써 편안함을 제공하는 직물 재료의 특성이다. 직물 재료의 선택은 착용자의 편안함에 큰 영향을 미친다. 다양한 직물 섬유는 고유한 특성을 가지고 있어 다양한 환경에서 사용하기에 적합하다. 천연 섬유는 통기성이 좋고 수분을 흡수하며, 합성 섬유는 소수성이어서 수분을 차단하고 공기가 통과하지 못하게 한다. 다양한 환경에서는 다양한 의류 재료의 선택이 필요하므로 적절한 선택이 중요하다. 열생리학적 편안함에 영향을 미치는 주요 결정 요인은 투과성 구조, 열 및 수분 전달률이다.
열적 쾌적함우리의 생리적 필요를 위한 주요 기준 중 하나는 열적 쾌적함이다. 의복의 열 발산 효과는 착용자에게 너무 덥지도 너무 춥지도 않은 느낌을 준다. 피부 표면의 열적 쾌적함을 위한 최적 온도는 28 and 30 °C (82 and 86 °F) 사이, 즉 중성 온도이다. 열생리학은 온도가 중성점 양쪽으로 28도 이하로 떨어지거나 30도 이상으로 올라갈 때 반응하며, 28도 이하와 30도 이상에서는 불편함을 느낀다. 의복은 열 균형을 유지한다. 피부를 건조하고 시원하게 유지한다. 주변 환경의 열을 피하면서 몸이 과열되는 것을 막는 데 도움이 된다.
습기 쾌적함습기 쾌적함은 습한 느낌의 방지이다. Hollies의 연구에 따르면, "몸의 50%에서 65% 이상이 젖었을 때" 불편함을 느낀다고 한다.
촉각적 편안함촉각적 편안함은 옷이 몸에 닿아 발생하는 마찰과 관련된 불편함에 대한 저항을 말한다. 이는 옷에 사용된 직물의 매끄러움, 거칠기, 부드러움, 뻣뻣함과 관련이 있다. 촉각적 불편함의 정도는 알레르기, 간지러움, 따끔거림, 피부 마찰, 시원함, 직물의 무게, 구조, 두께 등 다양한 요인으로 인해 개인마다 다를 수 있다. 촉각적 편안함을 향상시킬 수 있는 특정 표면 마감(기계적 및 화학적)이 있다. 예를 들어, 플리스 스웨트셔츠와 벨벳 의류가 있다. 부드럽고, 몸에 착 달라붙고, 뻣뻣하고, 무겁고, 가볍고, 단단하고, 끈적하고, 거칠고, 따끔거리는 등은 모두 촉각적 감각을 묘사하는 용어이다.
압력 쾌적함인체 피부에 존재하는 압력 수용체가 의복에 반응하는 감각적 반응의 편안함. 라이크라 직물은 이러한 반응과 우수한 압력 쾌적함으로 인해 더 편안하게 느껴진다. 감각 반응은 소재의 구조에 영향을 받는다: 밀착성, 느슨함, 무거움, 가벼움, 부드러움, 뻣뻣함.

## 기능

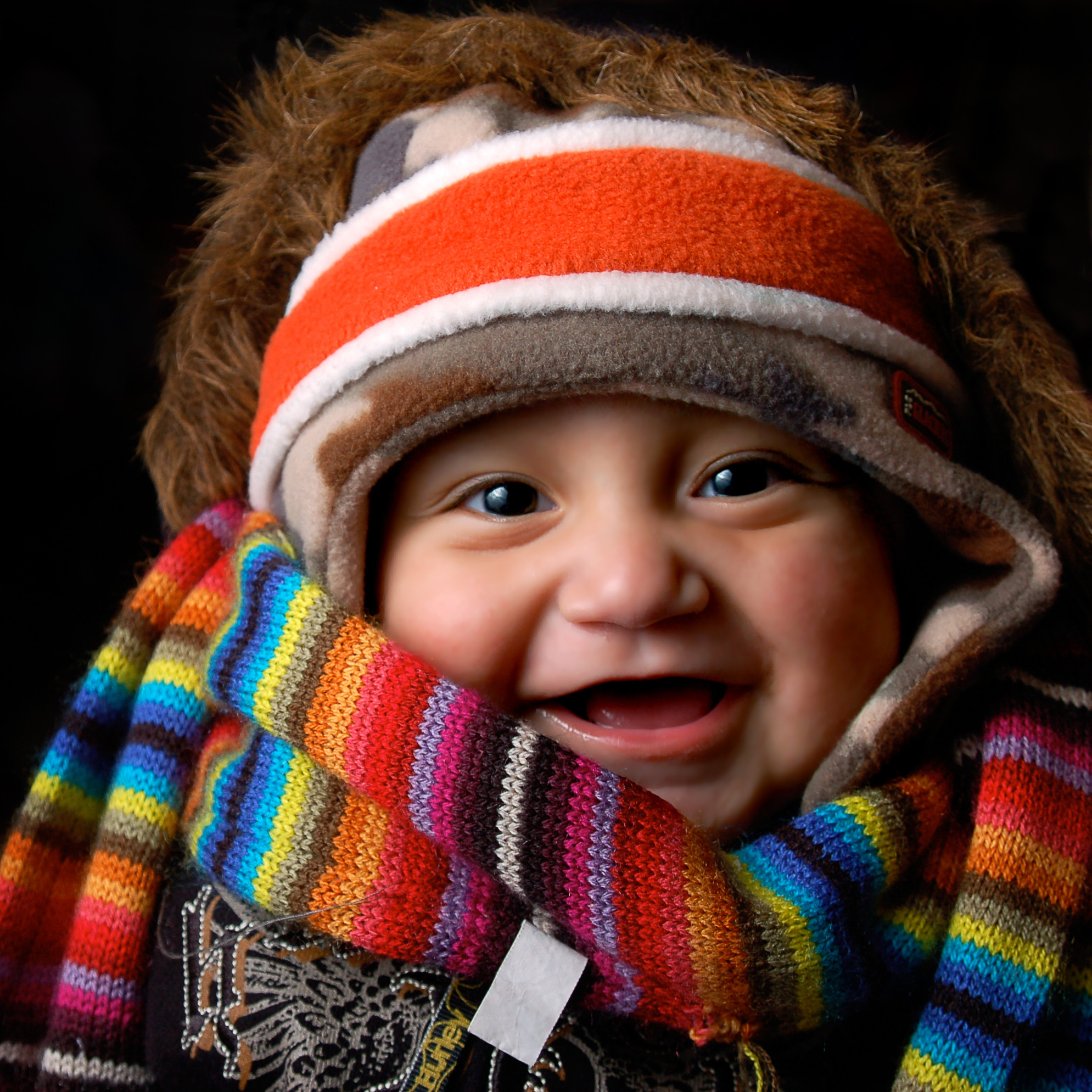
겨울옷을 많이 입은 아기: 머리띠, 캡, 털 안감 코트, 목도리, 스웨터

옷의 가장 분명한 기능은 착용자를 외부 요소로부터 보호하는 것이다. 바람으로 인한 손상을 방지하고 일광화상으로부터 보호한다. 추운 날씨에는 단열 효과를 제공한다. 주거지는 옷의 기능적 필요성을 줄일 수 있다. 예를 들어, 코트, 모자, 장갑 및 기타 겉옷은 따뜻한 장소에 들어가면 보통 벗는다. 마찬가지로 옷은 계절 및 지역적 특성을 가지므로 일반적으로 추운 지역이나 계절보다 따뜻한 지역이나 계절에 더 얇은 소재와 적은 겹의 옷을 입는다. 비와 눈으로부터 보호하기 위해 디자인된 부츠, 모자, 재킷, 폰초, 코트는 특수 의류 품목이다.
옷은 가죽과 모피에서부터 직조된 직물, 정교하고 이국적인 천연 및 합성섬유에 이르기까지 다양한 재료로 만들어져 왔다. 모든 신체 가리개가 옷으로 간주되는 것은 아니다. 착용하는 것보다 휴대하는 품목은 일반적으로 옷이 아니라 액세서리로 간주되며(손가방 등), 신체의 한 부분에만 착용하고 쉽게 제거되는 품목(목도리 등), 순전히 장식용으로 착용하는 품목(주얼리 등), 또는 보호 기능을 제공하지 않는 품목도 마찬가지이다. 예를 들어, 교정 안경, 북극 고글, 선글라스는 보호 기능이 있기 때문에 액세서리로 간주되지 않는다.
옷은 비, 눈, 바람 및 기타 날씨뿐만 아니라 태양을 포함하여 벌거벗은 인체에 상처를 입히거나 자극을 줄 수 있는 많은 것들로부터 보호한다. 너무 얇거나, 헐렁하거나, 작거나, 조이는 의복은 보호 기능이 떨어진다. 적절한 옷은 작업이나 스포츠와 같은 활동 중 위험을 줄일 수도 있다. 일부 의복은 곤충, 독성 화학물질, 날씨, 무기, 마모성 물질과의 접촉과 같은 특정 위험으로부터 보호한다.
인간은 환경적 또는 기타 위험에 대한 의류 해결책을 고안했다. 예를 들어, 우주복, 갑옷, 잠수복, 수영복, 양봉복, 오토바이 가죽옷, 고시인성 의류 및 기타 개인 보호 장비가 있다. 옷과 보호 장비의 구분은 항상 명확하지는 않다. 유행을 위해 디자인된 옷은 종종 보호 가치를 가지며, 기능성을 위해 디자인된 옷은 종종 디자인에 기업의 패션을 담기 때문이다.
옷 선택은 사회적 함의도 가지고 있다. 옷은 사회 규범에 따라 가려야 할 신체 부위를 가리고, 장식의 한 형태 역할을 하며, 다른 사회적 목적을 수행한다. 가난이나 경제적 여유 부족 또는 의욕 부족으로 적절한 옷을 구할 수 없는 사람은 때때로 낡거나, 누더기 같거나, 초라하다고 불린다.
옷은 개인, 직업, 성별 차별, 사회적 지위와 같은 다양한 사회적 및 문화적 기능을 수행한다. 많은 사회에서 의복에 대한 규범은 겸손, 종교, 젠더, 사회적 지위의 기준을 반영한다. 의복은 또한 장식 및 개인 취향 또는 스타일의 표현으로 기능할 수 있다.

## 학문

### 의복의 기능
의복과 그 기능에 대한 진지한 책들은 19세기 유럽 식민 세력이 아시아의 열대 지역과 같은 새로운 환경과 상호 작용한 이후 등장한다. 20세기 전반에는 의복의 다양한 기능에 대한 과학적 연구가 진행되었고, J.C. Flügel의 1930년 저서 『옷의 심리학』과 뉴버그의 1949년 기념비적인 저서 『열 조절 생리학 및 의복 과학』과 같은 출판물이 있었다. 1968년에는 환경 생리학 분야가 크게 발전하고 확장되었지만, 환경 생리학과 관련된 의복 과학은 거의 변하지 않았다. 그 이후 상당한 연구가 있었고 지식 기반은 크게 성장했지만, 주요 개념은 변함이 없으며, 실제로 뉴버그의 책은 의복 발달의 체온 조절 모델을 개발하려는 시도를 포함하여 현대 저자들에 의해 계속 인용되고 있다.

### 의복의 역사

루브르 박물관에 소장된 나피르 아수의 의복, c. 기원전 1300년

옷은 인간의 역사에 대해 많은 것을 드러낸다. 스미스 칼리지의 키키 스미스 교수에 따르면, 소장품으로 보존된 의복은 책과 그림과 유사한 연구 자료이다. 전 세계의 학자들은 특정 의류 품목의 역사, 다양한 문화 집단의 의류 스타일, 그리고 의류 및 패션 사업을 포함한 광범위한 의류 주제를 연구했다. 섬유 큐레이터 린다 바움가르텐은 "의복은 과거를 살았던 사람들의 일상생활, 신념, 기대, 희망을 놀랍도록 잘 보여준다"고 썼다.
옷은 역사가들에게 여러 가지 과제를 제시한다. 직물이나 가죽으로 만든 옷은 부패하기 쉽고, 물리적 온전성의 침식은 문화 정보의 손실로 간주될 수 있다. 의상 컬렉션은 종종 독특하거나 중요하다고 여겨지는 중요한 의류에 초점을 맞춰, 학자들이 일상적인 의류를 연구할 기회를 제한한다.

## 문화적 측면
옷은 오랫동안 사회적 지위, 성별, 문화적 정체성의 지표 역할을 해왔으며, 이는 더 넓은 사회적 구조와 가치를 반영한다.

### 성별 차이

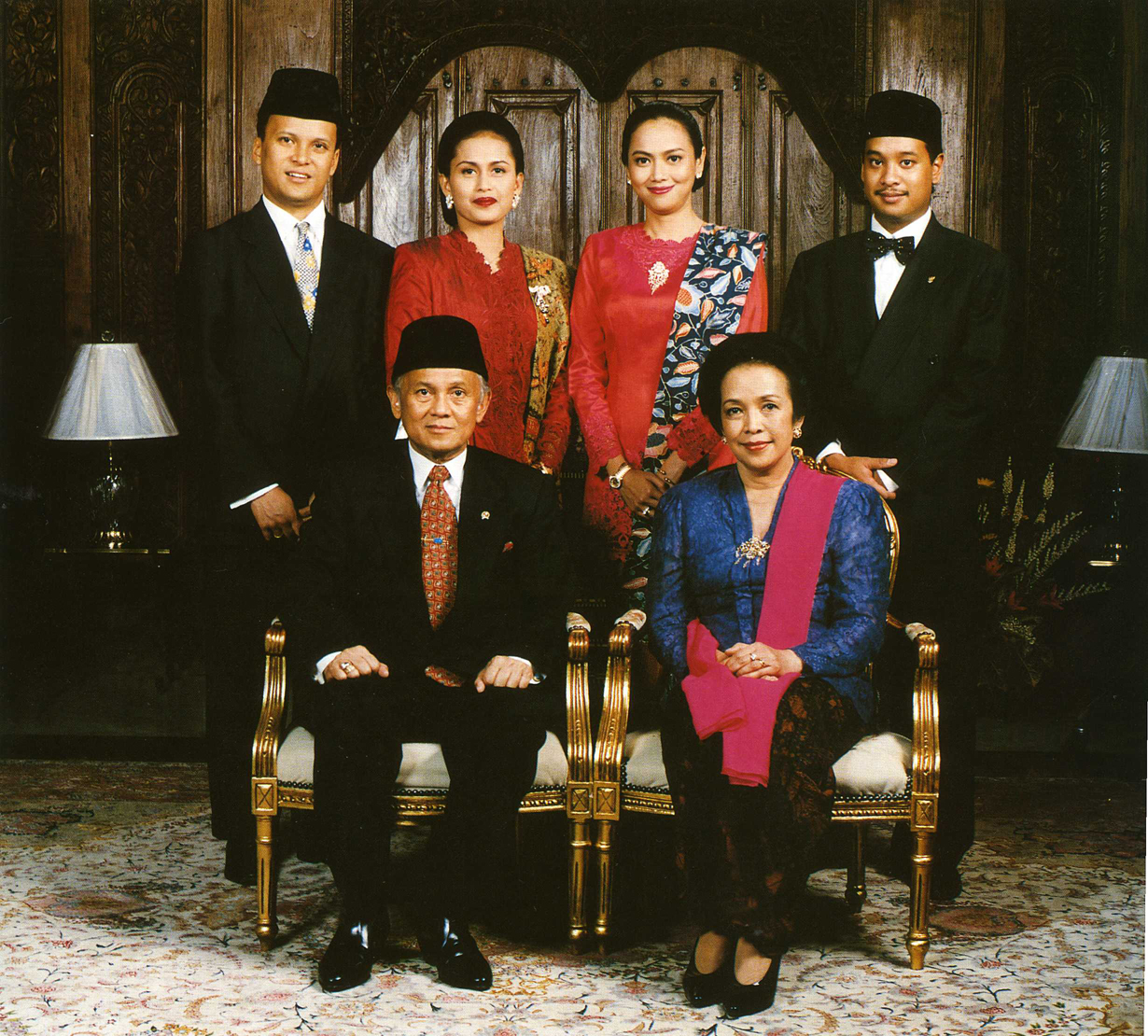
전 인도네시아의 대통령 B.J. 하비비의 공식 가족 초상화. 여성들은 카인 바틱과 슬렌당(숄)이 있는 케바야를 입고, 남성들은 자스(정장)와 다시(넥타이)에 페치 모자를 쓰고 있다.

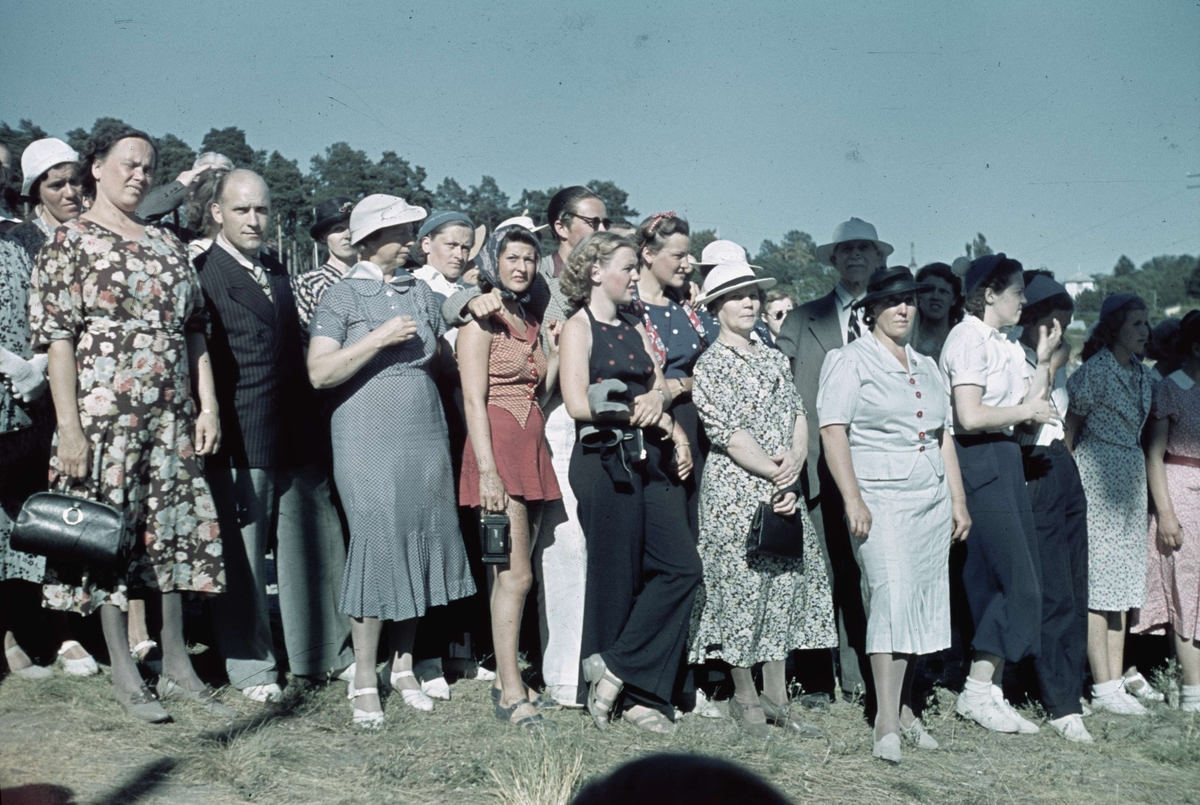
스웨덴 스포츠 행사(1938)에 모인 남성과 여성

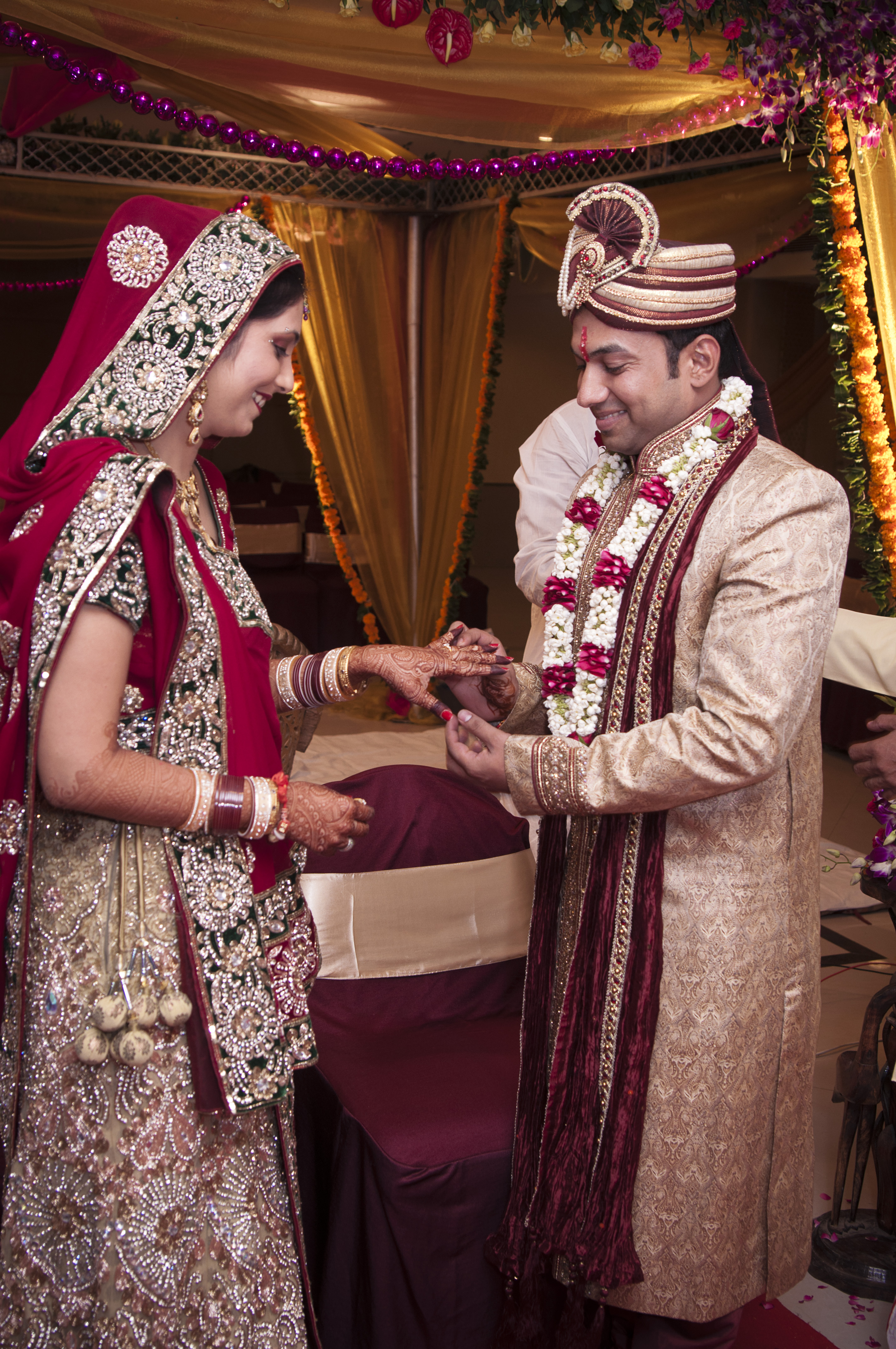
힌두교 북인도 결혼식에서 신랑은 셰르와니와 터번을 착용하고 신부는 사리를 착용한다.
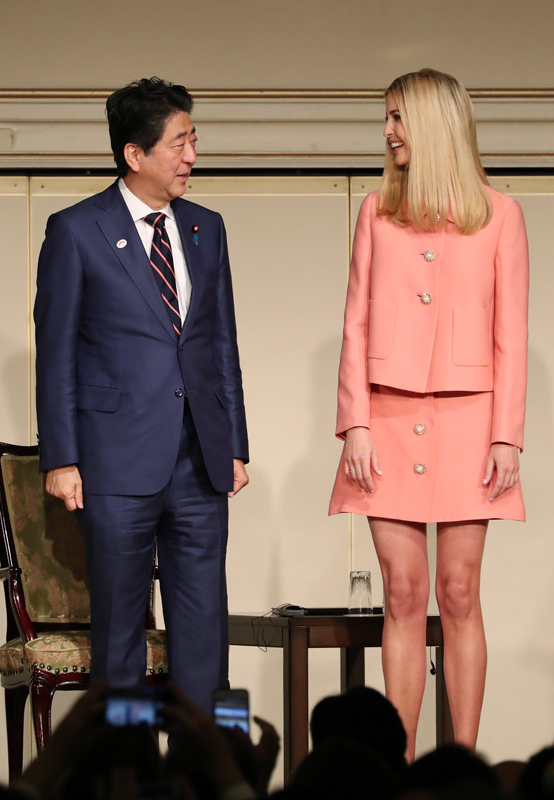
일본 총리 아베 신조와 이방카 트럼프 (오른쪽)는 서양식 성별 차등 비즈니스 정장을 입고 있다 (2017)
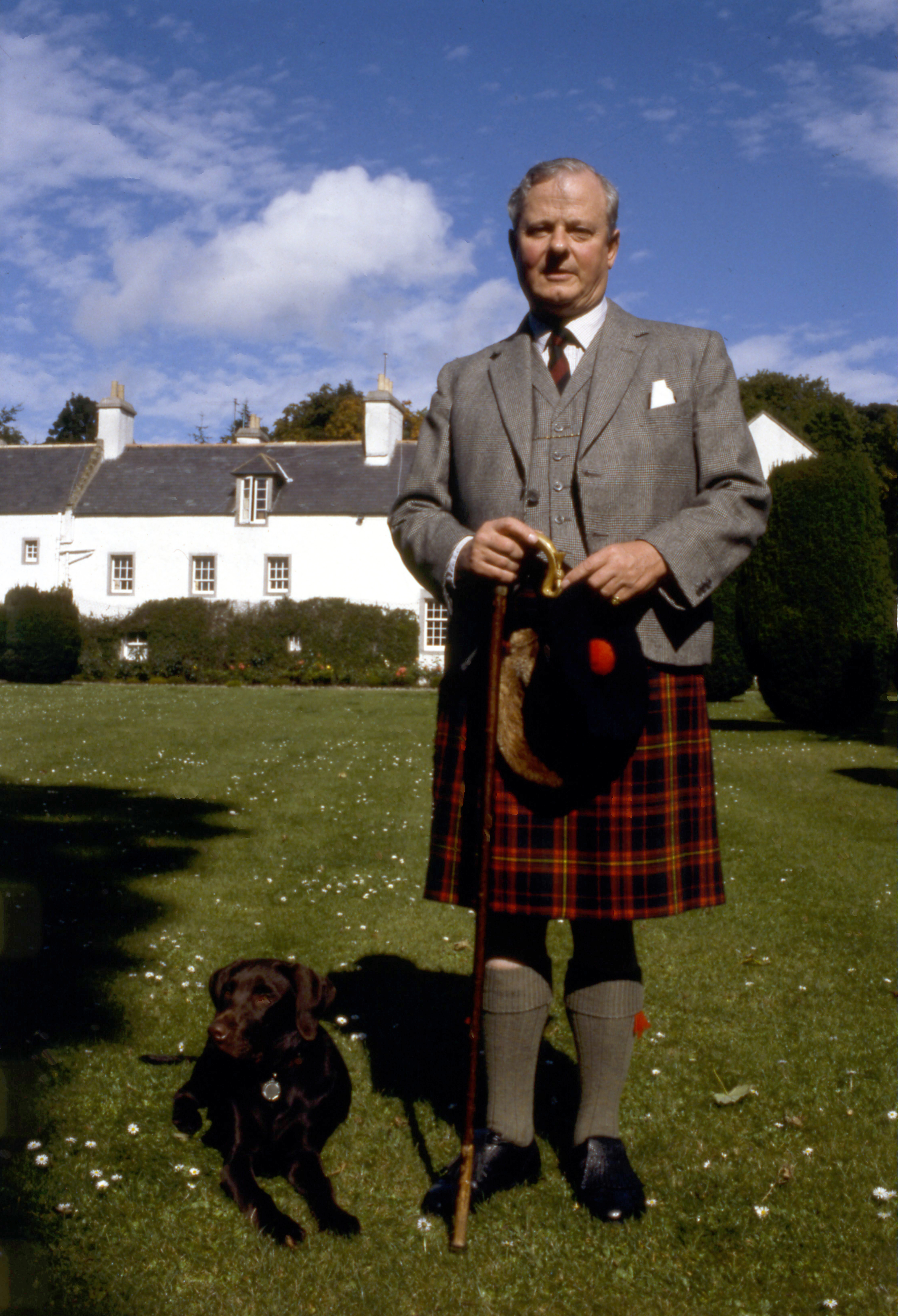
전통적인 스코틀랜드 킬트를 입은 파이프 공작 3세 (1984)
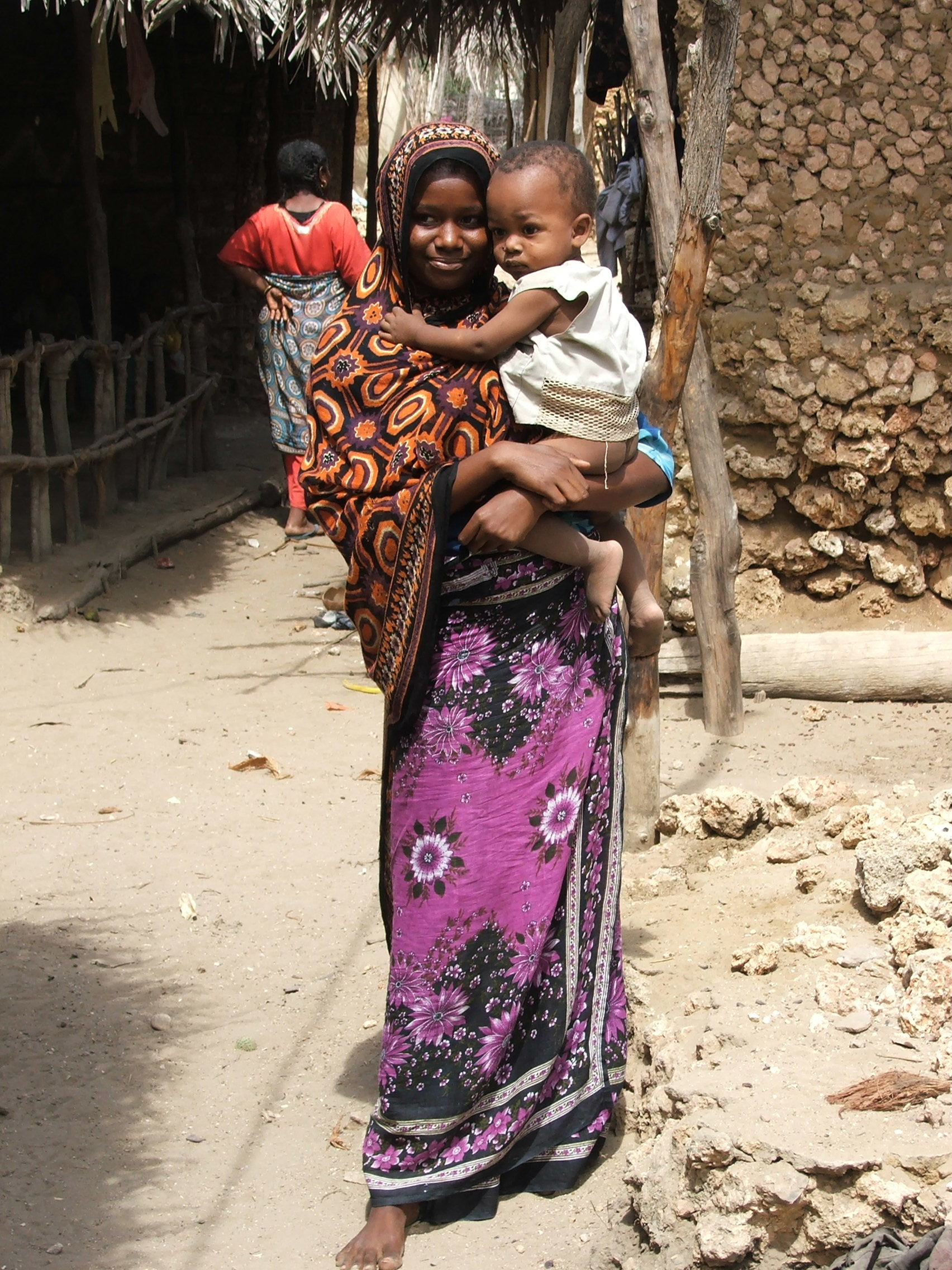
아프리카 대호수 지역 전역에서 착용하는 칸가

대부분의 문화권에서 의류의 성별 차등은 적절한 것으로 간주된다. 그 차이는 스타일, 색상, 직물, 유형에 있다.
현대 서구 사회에서는 치마, 드레스, 하이힐이 보통 여성 의류로 간주되는 반면, 넥타이는 보통 남성 의류로 간주된다. 바지는 한때 전적으로 남성 의류로 여겨졌지만, 오늘날에는 남녀 모두가 입는다. 남성 의류는 종종 더 실용적이지만(즉, 다양한 상황에서 잘 기능할 수 있음), 여성에게는 더 넓은 범위의 의류 스타일이 제공된다. 일반적으로 남성은 더 다양한 공공장소에서 가슴을 드러내는 것이 허용된다. 여성이 남성적이라고 인식되는 옷을 입는 것은 일반적으로 흔하지만, 그 반대는 특이하게 여겨진다. 현대 남성은 특정 문화권, 특히 의례적인 행사에서는 때때로 남성 치마인 토가나 킬트를 입기로 선택할 수 있다. 이전에는 이러한 의복이 종종 남성들의 일상복으로 착용되었다.
일부 문화권에서는 사치품 규제법이 남성과 여성이 입어야 하는 옷을 규제한다. 이슬람교는 여성에게 특정 형태의 복장, 주로 히잡을 요구한다. 필요한 품목은 다른 이슬람 사회마다 다르지만, 여성은 보통 남성보다 더 많은 신체 부위를 가려야 한다. 이러한 법률 또는 전통에 따라 이슬람 여성이 착용하는 의류 품목은 헤드스카프에서 부르카에 이른다.
티셔츠와 같이 남녀 모두에게 적합하도록 디자인된 일부 현대 의류 스타일은 남성복으로 시작했지만, 중절모자와 같은 일부 품목은 원래 여성용 스타일이었다.

### 사회적 지위

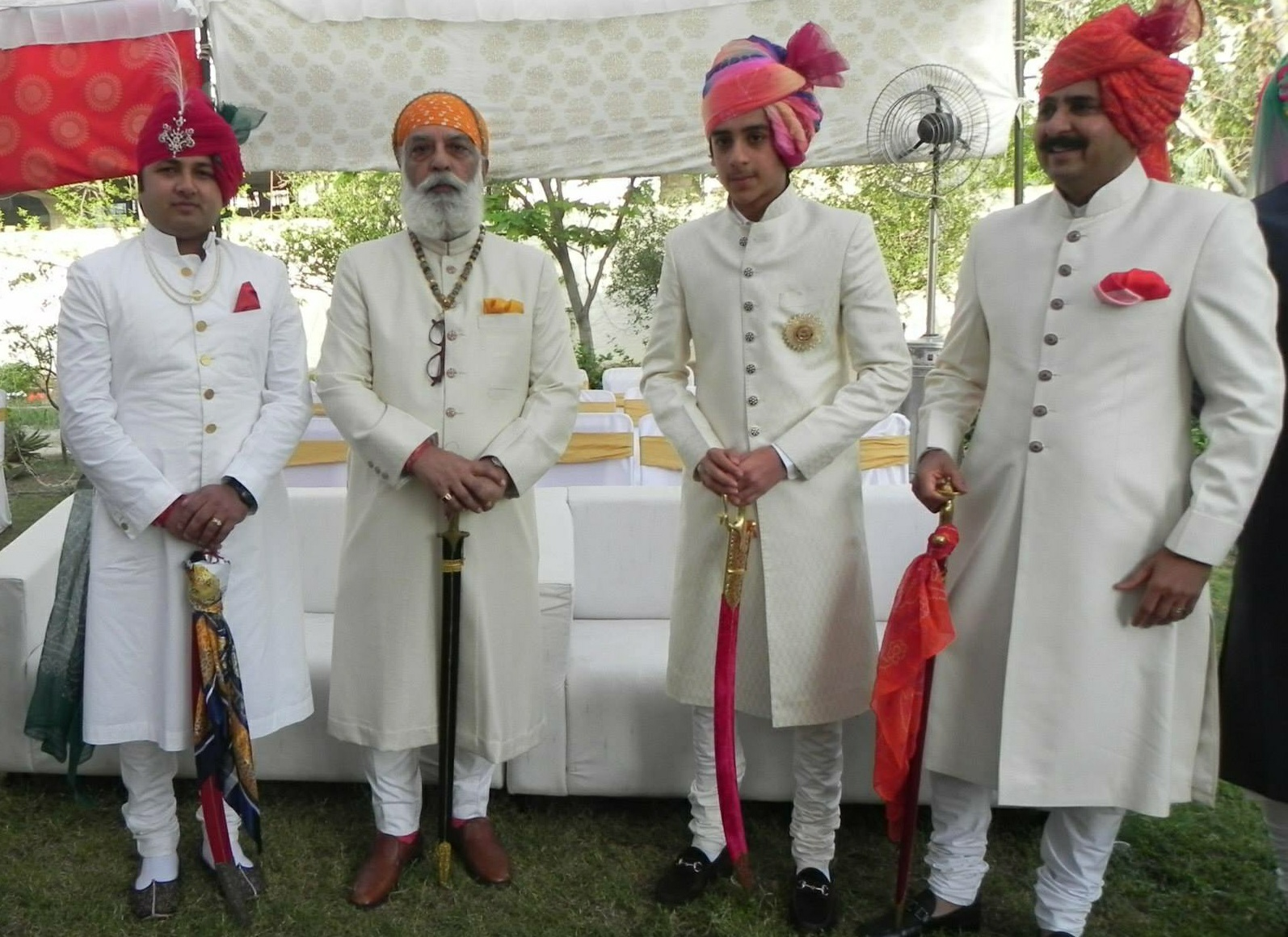
아르빈드 싱 메와르와 그의 친척들이 인도 라자스탄의 힌두교 결혼식에서 입은 아치칸 셰르와니와 추리다르 (하의)는 인도 아대륙의 엘리트들이 전통적으로 입던 의복이다.
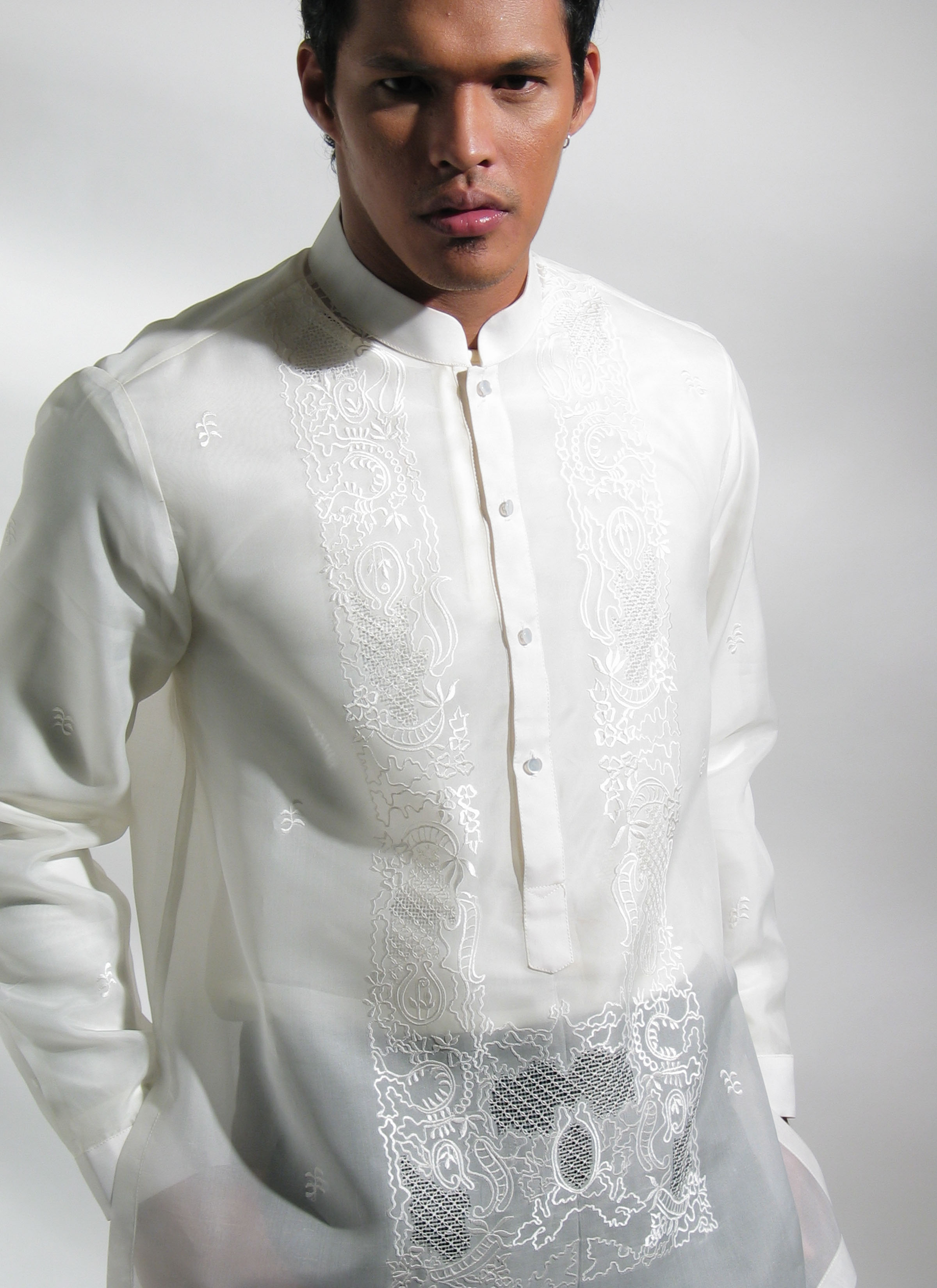
결혼식을 위해 만들어진 바롱 타갈로그
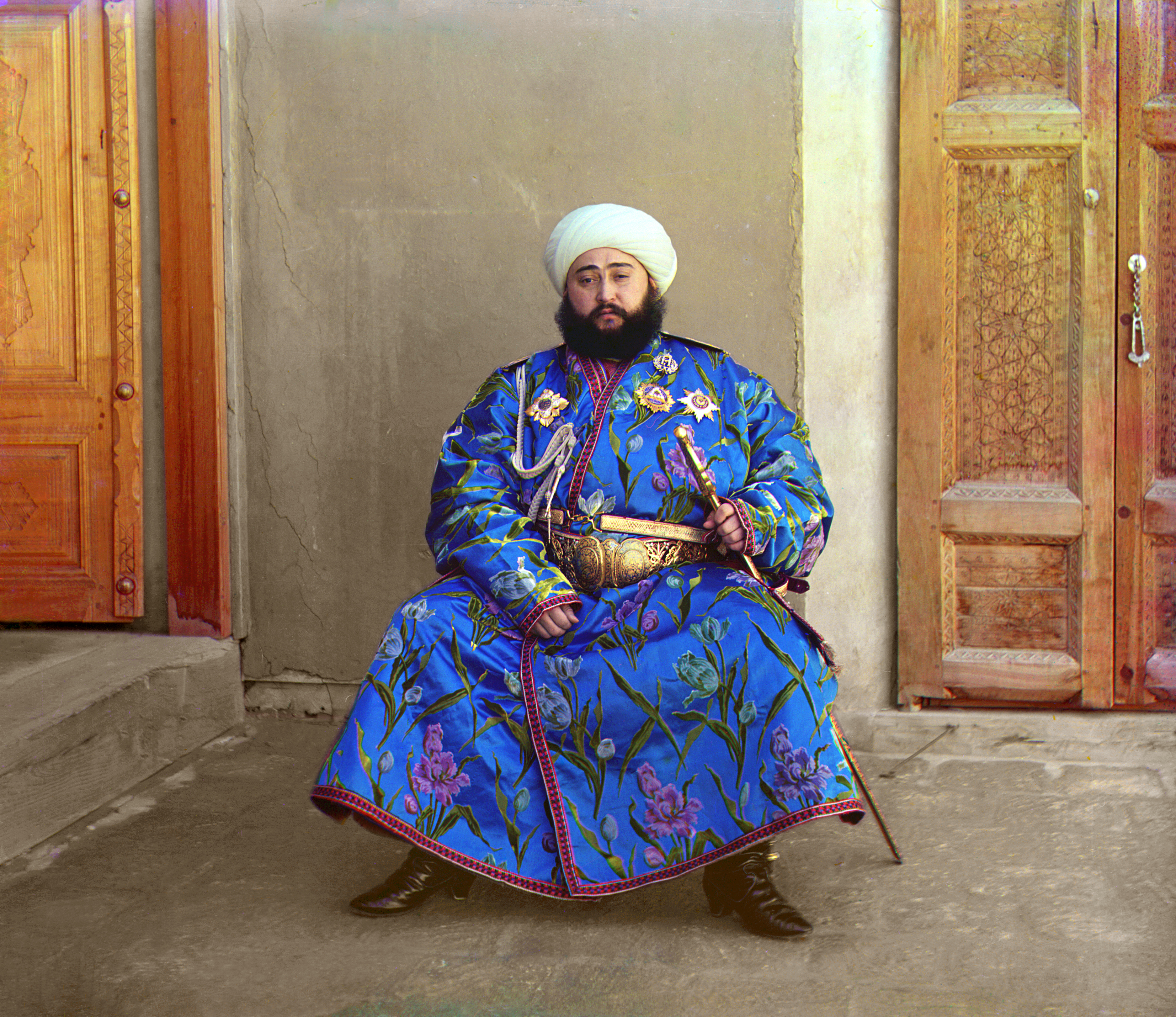
알림 칸의 메달이 달린 로브는 그의 부, 지위, 권력에 대한 사회적 메시지를 전달한다.

근세 동안 개인들은 의복을 사회적 지위를 전달하고 주장하는 중요한 수단으로 활용했다. 개인들은 고급 직물과 유행하는 디자인을 사용하여 자신들의 부와 사회적 지위는 물론, 현재의 패션 동향에 대한 지식과 이해를 대중에게 전달하는 수단으로 사용했다. 그 결과, 의복은 사회 구성원 모두에게 사회 계층을 인지시키는 데 중요한 역할을 했다.
일부 사회에서는 옷을 계급이나 지위를 나타내는 데 사용할 수 있다. 예를 들어, 고대 로마에서는 원로원 의원만이 티리언 퍼플로 염색된 의복을 입을 수 있었다. 전통적인 하와이 사회에서는 고위 추장만이 깃털 망토와 팔라오아(조각된 고래 이빨)를 입을 수 있었다. 공화국 건립 이전의 중국에서는 황제만이 노란색을 입을 수 있었다. 역사는 사람들이 입을 수 있는 것을 규제하는 정교한 사치품 규제법의 많은 예를 제공한다. 그러한 법이 없는 사회, 즉 대부분의 현대 사회에서는 사회적 지위가 부나 지위를 가진 사람들에게만 비용으로 제한되는 희귀하거나 고급 품목의 구매를 통해 표시된다. 또한, 동조 압력은 의류 선택에 영향을 미친다.

### 종교

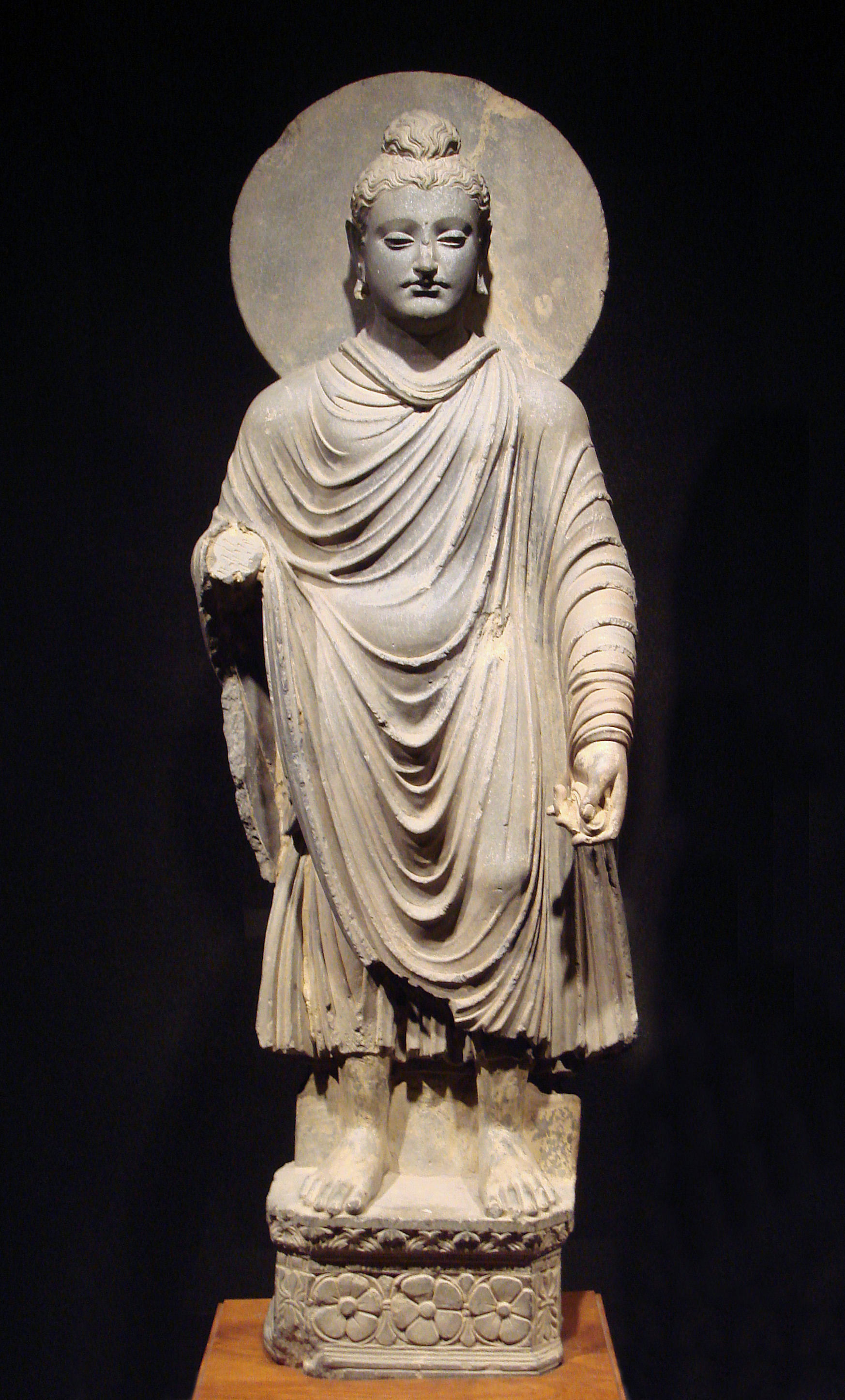
붓다가 고대 인도에서 유래한 가사를 입고 있다. 이 가사는 완전한 비구 및 비구니가 착용했다.
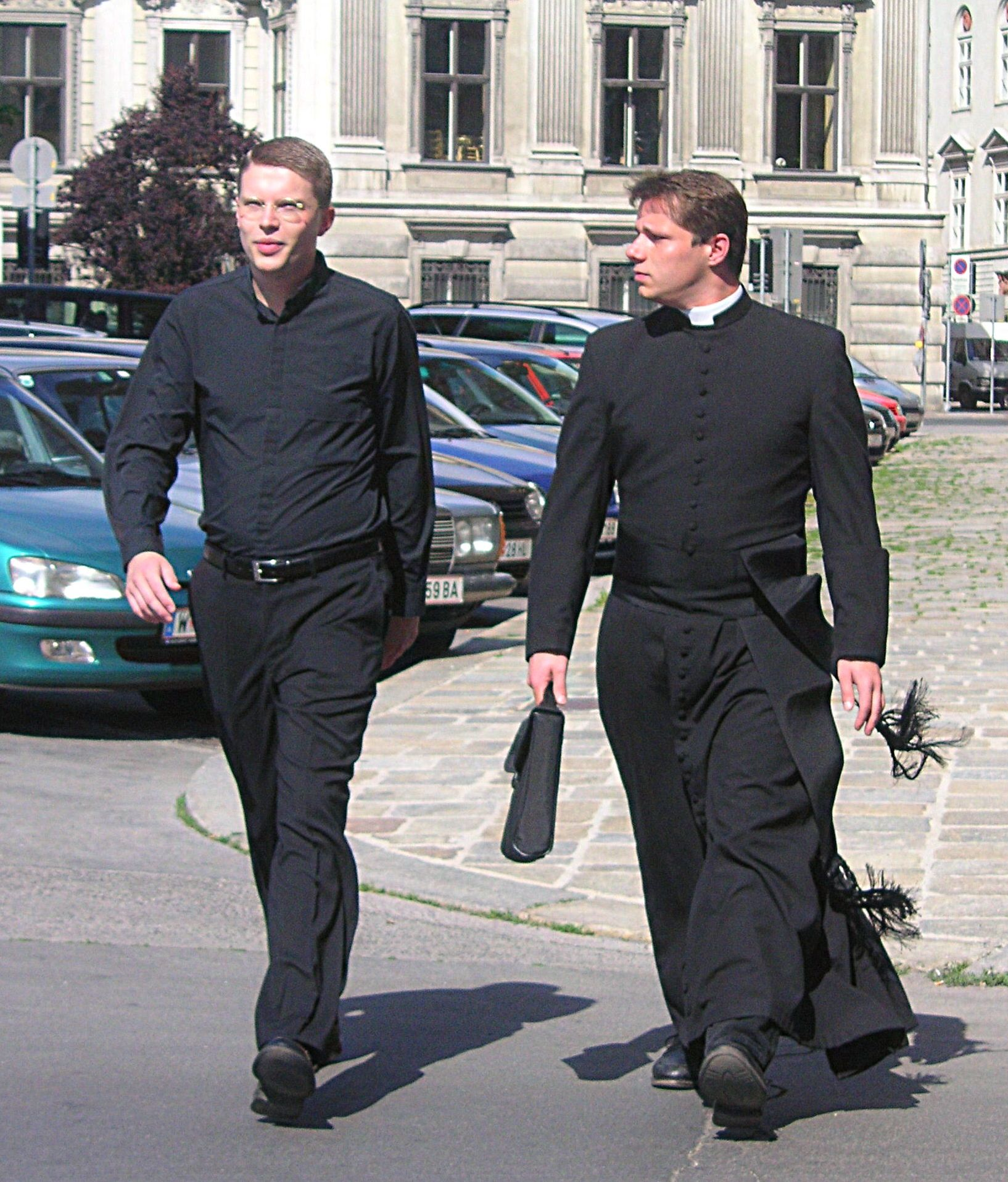
가톨릭 사제가 입는 성직복

일부 종교 의복은 직업 의복의 특별한 경우로 간주될 수 있다. 때로는 종교 의식 중에만 착용된다. 그러나 특별한 종교적 지위를 나타내는 표식으로 매일 착용될 수도 있다. 시크교도는 종교의 일부이므로 터번을 착용한다.
힌두교, 시크교, 불교, 자이나교와 같은 일부 종교에서는 종교 의복의 청결이 매우 중요하며 순결을 나타낸다고 여겨진다. 유대교 의례에서는 슬픔의 표시로 웃옷을 찢는 것을 요구한다. 쿠란은 남편과 아내에 대해 옷에 관하여 말한다: "...그들은 당신을 위한 옷/덮개(Libaas)이고; 당신은 그들을 위한 옷이다" (2장 187절). 기독교 성직자는 전례 서비스 중에 종교적인 전례복을 입으며, 다른 시간에는 특정 비전례복을 입을 수도 있다.
옷은 성경의 여러 맥락에서 등장한다. 가장 눈에 띄는 구절은 아담과 하와가 무화과 잎으로 몸을 가린 이야기, 요셉의 채색옷, 유다와 다말, 모르드개와 에스델의 옷이다. 또한 예루살렘 성전에서 봉사하는 사제들은 매우 특정한 의복을 입었는데, 그 의복이 없으면 죽음에 처할 수 있었다.

## 현대 의류

### 서양 복식 규정
서양의 복장 규정은 지난 500년 이상 동안 변화해 왔다. 섬유산업의 기계화는 다양한 직물을 저렴한 가격에 널리 보급시켰다. 스타일이 변화했으며, 합성섬유의 출현은 "스타일리시하다"는 정의를 바꾸어 놓았다. 20세기 후반에는 청바지가 매우 인기를 얻었으며, 이제는 일반적으로 정장 차림을 요구하는 행사에도 착용된다. 운동복 또한 크고 성장하는 시장이 되었다.
서양의 복식 규정에서 청바지는 남녀 모두가 입는다. 청바지의 독특한 스타일로는 하이라이즈 진, 미드라이즈 진, 로우라이즈 진, 부츠컷 진, 스트레이트 진, 크롭 진, 스키니 진, 커프 진, 보이프렌드 진, 카프리 진 등이 있다.
디자이너 이름의 라이선싱은 1960년대 피에르 가르뎅, 이브 생로랑, 기 라로슈와 같은 디자이너들에 의해 개척되었으며, 1970년대 이후 패션 산업 내에서 흔한 관행이 되었다. 더 인기 있는 브랜드 중에는 마크 제이콥스와 구찌의 이름을 딴 마크 제이콥스와 구찌가 있다.

### 서양 스타일의 확산

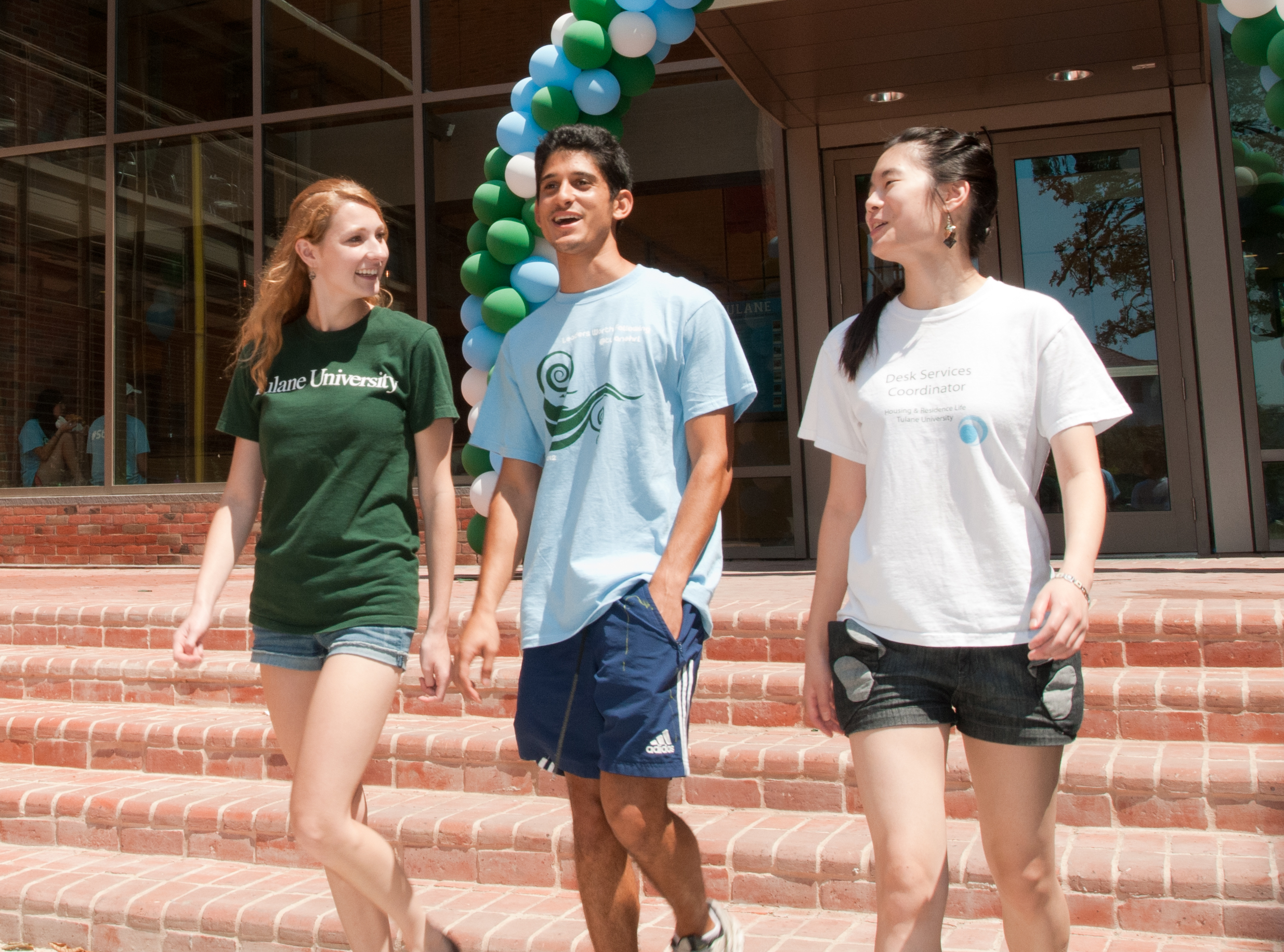
미국에서 캐주얼 복장을 한 대학생들

21세기 초에 이르러 서양 의류 스타일은 어느 정도 국제적인 스타일이 되었다. 이러한 과정은 수백 년 전 유럽 식민주의 시대에 시작되었다. 문화 전파 과정은 서양 미디어 기업들이 전 세계 시장에 침투하면서 가장 최근에는 서양 문화와 스타일을 확산시키는 형태로 수세기 동안 지속되었다. 패스트 패션 의류 또한 세계적인 현상이 되었다. 이러한 의류는 저렴하고 대량 생산되는 서양 의류이다. 또한, 서양 국가에서 기부된 중고 의류는 자선 단체를 통해 가난한 나라의 사람들에게 전달된다.

### 민족 및 문화 유산
사람들은 특별한 날이나 특정 역할, 직업에서 민족 또는 전통 의상을 입을 수 있다. 예를 들어, 대부분의 한국 남녀는 일상복으로 서양식 복장을 채택했지만, 결혼식이나 문화 공휴일과 같은 특별한 날에는 여전히 전통 한복을 입는다. 또한, 서양식 의류 품목이 독특한 비서양식 방식으로 착용되거나 액세서리화될 수도 있다. 통가 남성은 낡은 티셔츠를 통가 전통 치마인 투페누와 함께 입을 수 있다.

### 스포츠 및 활동
실용성, 편안함 또는 안전상의 이유로 대부분의 스포츠 및 신체 활동은 특수 의류를 착용하고 행해진다. 일반적인 운동복 의류로는 반바지, 티셔츠, 테니스 셔츠, 레오타드, 트레이닝복, 운동화 등이 있다. 특수 의류로는 잠수복 (수영, 잠수, 서핑용), 살로페트 (스키용), 레오타드 (체조용) 등이 있다. 또한 스판덱스 소재는 땀을 흡수하는 기본층으로 자주 사용된다. 스판덱스는 배구, 레슬링, 육상, 댄스, 체조, 수영 등 몸에 밀착되는 의복이 필요한 활동적인 스포츠에 적합하다.

### 패션
파리는 1900년에서 1940년까지 유럽과 북아메리카의 패션 트렌드를 주도했다. 데이 드레스는 로우 웨이스트 또는 힙 주위에 드롭 웨이스트, 새시 또는 벨트를 가졌고, 치마는 발목부터 무릎까지 어떤 길이든 늘어졌다. 데이 웨어는 소매(길이 중간 팔뚝까지)가 있었고, 치마는 직선형, 주름형, 행크 헴드, 또는 계단형이었다. 장신구는 눈에 띄지 않았다.  머리카락은 종종 단발머리였는데, 소년 같은 모습을 연출했다.
21세기 초에는 지리적, 현대 미디어 노출, 경제 상황에 따라 다양한 패션 스타일이 존재하며, 고가의 오트쿠튀르부터 전통 의상, 구제 의류의 그런지까지 다양하다. 패션쇼는 디자이너들이 새롭고 종종 사치스러운 디자인을 선보이는 행사이다.

## 정치적 문제

### 의류 산업의 근로 조건

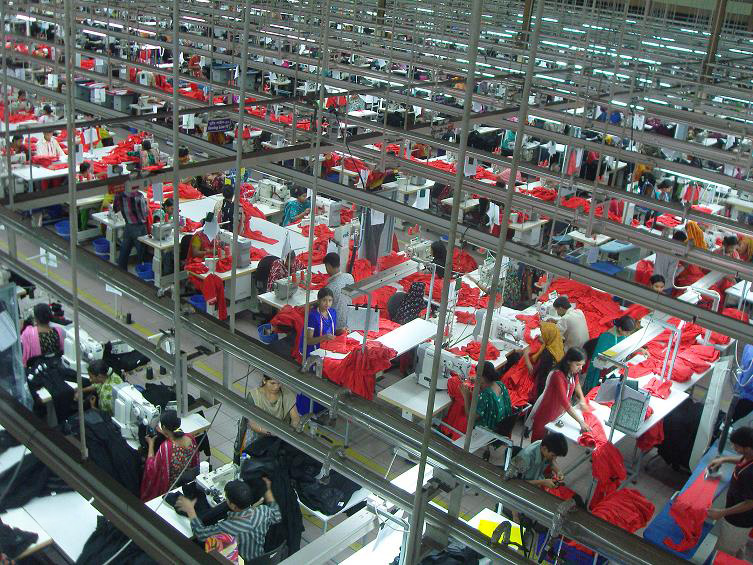
방글라데시의 의류 공장

인간 의류 산업의 대부분 측면이 기계화되었음에도 불구하고, 20세기 중반까지 의류 노동자들은 반복적인 수작업을 요구하는 어려운 조건에서 계속 일했다. 종종 대량 생산된 의류는 장시간 노동, 혜택 부족, 노동자 대표성 부족으로 특징지어지는 일부가 열악한 작업장으로 간주하는 곳에서 만들어진다. 이러한 조건의 대부분 예는 개발도상국에서 발견되지만, 선진국에서 만들어진 의류도 유사한 조건에서 제조될 수 있다.
NGO, 디자이너(캐서린 햄넷, 아메리칸 어패럴, 베자 운동화, 퀵실버, 이보컬, 에든 포함), 그리고 클린 클로스 캠페인 (CCC)과 국제 노동 및 인권 연구소와 같은 캠페인 그룹 및 섬유 및 의류 노동조합 연합은 미디어와 일반 대중의 관심을 노동자들의 곤경에 집중시키는 인식 제고 행사를 후원함으로써 이러한 조건을 개선하려고 노력해 왔다.
다섬유 협정 (MFA)이 폐지되면서 방글라데시, 중화인민공화국, 인도, 인도네시아, 파키스탄, 스리랑카와 같은 저임금 국가로의 생산 아웃소싱이 가능해졌다. 섬유 수입에 할당량을 부여했던 MFA는 보호주의 조치로 간주되었다. 많은 국가들이 국제 노동 기구와 같은 조약을 인정하여 노동자 안전 및 권리에 대한 표준을 설정하려고 시도하지만, 많은 국가들이 조약의 특정 부분에 예외를 두거나 철저히 시행하지 못했다. 예를 들어, 인도는 조약의 87조와 92조를 비준하지 않았다.
직물 생산은 개발도상국의 꾸준한 산업으로 기능하여 수백만 명의 사람들에게 착취적이든 아니든 일자리와 임금을 제공해 왔다.

### 모피
옷에 동물 모피를 사용하는 것은 선사 시대부터 시작되었다. 현재, 모피는 북극 지역과 고지대의 원주민들이 보온과 보호를 위해 여전히 사용하고 있지만, 선진국에서는 고가의 디자이너 의류와 관련이 있다. 한때 논란의 여지가 없었지만, 최근에는 잔인하고 불필요하다는 이유로 캠페인의 초점이 되었다. PETA와 다른 동물권 및 동물 해방 운동 단체들은 모피 사육 및 그들이 잔인하다고 여기는 다른 관행에 주의를 촉구했다.
패션에서 진짜 모피는 논란의 여지가 있으며, 코펜하겐 (2022)과 런던 (2018) 패션 위크는 시위와 정부의 문제에 대한 관심을 계기로 런웨이 쇼에서 진짜 모피를 금지했다. 구찌와 샤넬과 같은 패션 하우스는 의류에 모피 사용을 금지했다. 베르사체와 푸를라도 2018년 초부터 컬렉션에서 모피 사용을 중단했다. 2020년, 아웃도어 브랜드 캐나다 구스는 시위 이후 파카 트림에 새로운 코요테 모피 사용을 중단하겠다고 발표했다.
관련 기관들은 새로운 진짜 모피 의류 판매를 금지하는 법안을 발의했다. 2021년, 이스라엘은 종교적 신념의 일부로 착용되는 경우를 제외하고 진짜 모피 의류 판매를 금지한 최초의 정부가 되었다. 2019년, 캘리포니아 주는 모피 덫 포획을 금지했으며, 2023년 1월 1일부터 양, 소, 토끼 모피로 만든 것을 제외한 모든 새 모피 의류의 판매를 전면 금지한다.

## 생활 주기

### 의류 관리
옷은 안팎으로 공격을 받는다. 인체는 피부 세포와 체유를 흘리고, 땀, 소변, 대변을 배출하여 옷을 더럽힐 수 있다. 외부적으로는 햇빛 손상, 습기, 마모, 먼지가 의류를 공격한다. 벼룩과 이는 솔기에 숨을 수 있다. 청소하고 수선하지 않으면 옷은 낡고 미관과 기능성을 잃는다(단추가 떨어지거나, 솔기가 풀리거나, 천이 얇아지거나 찢어지거나, 지퍼가 고장나는 경우처럼).
흔히 사람들은 옷이 해질 때까지 입는다. 어떤 재료는 문제가 있다. 가죽은 세탁하기 어렵고, 나무껍질 천(타파)은 물에 닿으면 녹아버린다. 소유자는 찢어진 부분을 덧대고 표면의 먼지를 털어낼 수 있지만, 이런 재료들은 필연적으로 노화된다.
그러나 대부분의 옷은 천으로 구성되어 있으며, 대부분의 천은 세탁하고 수선할 수 있다(덧대기, 짜깁기, 그러나 펠트와 비교).

### 세탁, 다림질, 보관

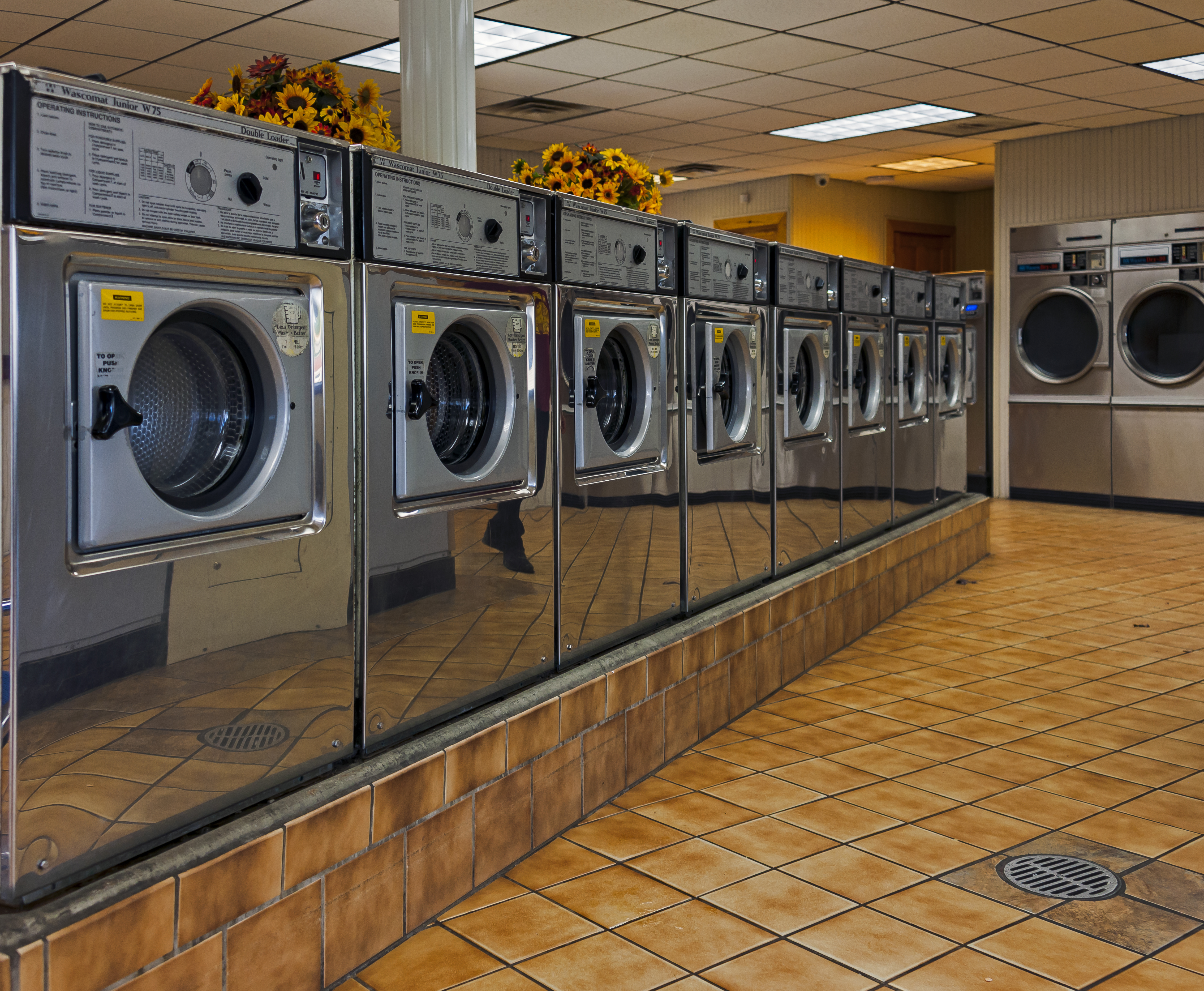
미국 월든 (뉴욕)의 셀리즈 세탁소

인간은 옷을 세탁하는 특수한 방법을 많이 개발했는데, 흐르는 물에서 바위에 옷을 두드리는 초기 방법부터 최신 전자 세탁기와 드라이클리닝 (물 이외의 용매에 먼지를 녹이는 것)에 이르기까지 다양하다. 뜨거운 물 세탁 (끓이기), 화학 세탁, 다림질은 모두 위생 목적으로 직물을 살균하는 전통적인 방법이다.
많은 종류의 옷은 주름을 제거하기 위해 입기 전에 다려지도록 디자인되었다. 대부분의 현대적인 정장 및 준정장 의류는 이 범주에 속한다(예: 와이셔츠 및 슈트). 다림질된 옷은 깨끗하고, 산뜻하며, 단정하게 보인다고 여겨진다. 많은 현대 캐주얼 의류는 쉽게 구겨지지 않는 니트 소재로 만들어져 다림질이 필요하지 않다. 일부 의류는 영구 프레스 처리되어 주름을 억제하고 다림질 없이 매끄러운 외관을 만드는 코팅(폴리테트라플루오로에틸렌 등)으로 처리되었다. 세탁 사이에 옷에 과도한 보풀이나 이물질이 묻을 수 있다. 이런 경우 돌돌이가 유용할 수 있다.
옷이 세탁되고 다려진 후에는 보통 옷걸이에 걸거나 접어서 입을 때까지 신선하게 보관한다. 옷은 컴팩트하게 보관하거나, 주름을 방지하거나, 주름을 유지하거나, 예를 들어 매장에서 판매할 때 더 보기 좋은 방식으로 진열하기 위해 접는다.
특정 종류의 곤충과 애벌레는 검은털가죽벌레와 옷좀나방처럼 옷과 직물을 먹고 산다. 이러한 해충을 막기 위해 옷은 삼나무 안감이 있는 옷장이나 가슴 서랍에 보관하거나, 라벤더나 좀약과 같이 해충 방지 특성이 있는 재료와 함께 서랍이나 용기에 넣어 보관할 수 있다. 밀폐 용기(밀봉된 견고한 비닐 봉투 등)도 의류 재료에 대한 해충 피해를 막을 수 있다.

### 비다림질
주름 방지 셔츠를 만드는 데 사용되는 수지는 폼알데하이드를 방출하며, 이는 일부 사람들에게 접촉성 피부염을 유발할 수 있다. 공개 의무는 없으며, 2008년 미국 회계감사원은 의류의 폼알데하이드를 검사한 결과 일반적으로 가장 높은 수준이 주름 방지 셔츠와 바지에서 발견되었다. 1999년, 세탁이 폼알데하이드 수치에 미치는 영향을 연구한 결과, 6개월간의 일상적인 세탁 후에도 27개의 셔츠 중 7개에서 75ppm(직접적인 피부 접촉의 안전 한계)을 초과하는 수치가 여전히 나타났다.

### 수선
원재료인 천이 노동보다 가치가 높았을 때, 그것을 보존하는 데 노동력을 투입하는 것이 합리적이었다. 과거에는 수선이 예술이었다. 꼼꼼한 재단사나 재봉사는 밑단과 솔기에서 풀어낸 실로 찢어진 부분을 너무나 능숙하게 수선하여 찢어진 흔적이 거의 보이지 않게 만들 수 있었다. 오늘날 옷은 소모품으로 간주된다. 대량 생산된 옷은 수리하는 데 드는 노동 비용보다 저렴하다. 많은 사람들이 수선에 시간을 들이기보다는 새 옷을 산다. 그러나 절약하는 사람들은 여전히 지퍼와 단추를 교체하고 찢어진 밑단을 꿰매기도 한다. 다른 수선 기술로는 짜깁기와 보이지 않는 수선 또는 일본 사시코에서 영감을 받은 보이는 수선을 통한 새활용이 있다.

### 재활용

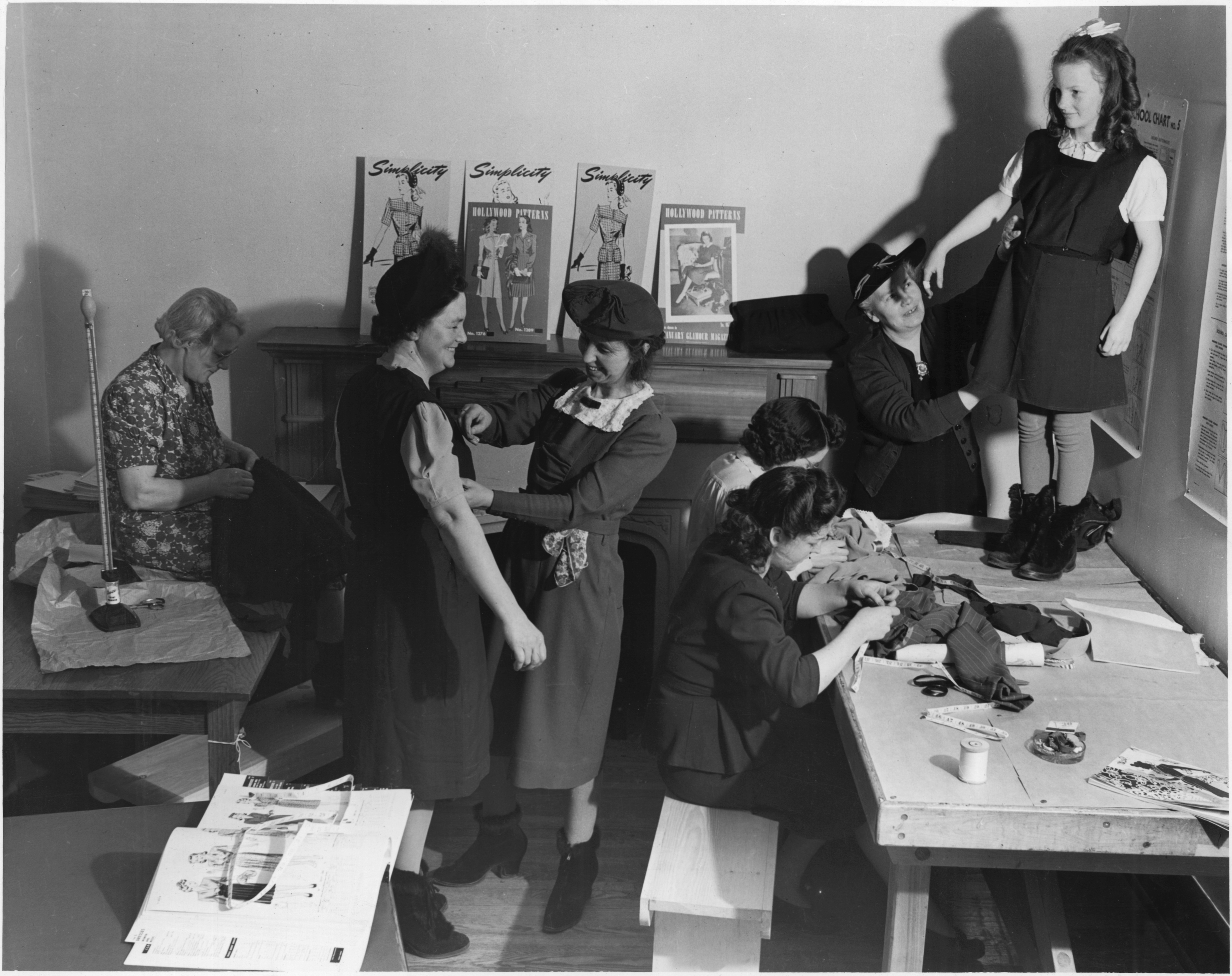
제2차 세계 대전 중 캐나다 일반 공학 회사 군수 공장의 의류 구호 센터

매년 800억에서 1500억 벌의 의류가 생산되는 것으로 추정된다. 사용되어 입을 수 없게 된 옷은 누비, 걸레, 융단, 붕대 등 다양한 가정용으로 재활용될 수 있다. 중성 색상 또는 염색되지 않은 셀룰로스 섬유는 종이로 재활용될 수 있다. 서구 사회에서는 헌 옷을 버리거나 자선 단체에 기부하는 경우가 많다(예: 헌옷수거함을 통해). 또한 중고 의류는 위탁 판매점, 드레스 에이전시, 벼룩시장, 온라인 경매에서도 판매된다. 또한, 헌 옷은 종종 대규모로 수거되어 분류된 후 가난한 나라에서 재사용을 위해 발송된다. 전 세계적으로 중고 의류는 40억 달러의 가치가 있으며, 미국이 5억 7,500만 달러로 최대 수출국이다.
주로 석유화학 제품에서 나오는 합성 섬유는 재생 가능하거나 생분해되지 않는다.
의류의 재고 초과분은 때때로 브랜드 가치를 보존하기 위해 폐기되기도 한다.

## 글로벌 무역
유럽연합 회원국들은 2018년에 1,660억 유로 상당의 의류를 수입했으며, 이 중 51%(840억 유로)는 유럽연합 외부에서 들어왔다. 유럽연합 회원국들은 2018년에 1,160억 유로 상당의 의류를 수출했으며, 이 중 77%는 다른 유럽연합 회원국으로 향했다.
세계무역기구 (WTO) 보고서에 따르면, 2022년 전 세계 의류 수출액은 7,901억 달러에 달하여 2021년 대비 10.6% 증가했다. 중국은 세계 최대 의류 수출국으로, 1,784억 달러의 가치로 세계 시장 점유율의 22.6%를 차지한다. 다음으로는 방글라데시 (408억 달러), 베트남 (398억 달러), 인도 (361억 달러), 튀르키예 (297억 달러)가 뒤를 잇는다.
베트남에서 의류 수출은 여전히 주요 수출 부문 중 하나이며, 국가의 수출액과 경제 성장에 크게 기여한다. 베트남 세관총국에 따르면, 2022년 베트남의 의류 수출액은 398억 달러에 달하여 2021년 대비 14.2% 증가했다. 이 중 미국으로의 의류 수출액은 188억 달러에 달하여 시장 점유율의 47.3%를 차지했으며, EU로의 수출액은 98억 달러로 시장 점유율의 24.6%를 차지했다.

## 같이 보기
- 제복
- 가운
- 상의
  - 맨투맨
  - 스웨터
  - T셔츠
- 하의
  - 바지
- 코트
  - 패딩
  - 자켓
- 겹쳐입기
- 트레이닝복
- 한국의 의상 목록